# Сандро Сімонет
Сандро Сімонет (італ. Sandro Simonet) — швейцарський гірськолижник, чемпіон  світу.
Золоту медаль чемпіонки світу Сімонет здобув на чемпіонаті 2019 року в змаганнях змішаних команд.  

## Результати чемпіонатів світу
| Рік  | Вік | Слалом | Гігантський слалом | Супергігант | Швидкісний спуск | Комбінація | Командні |
| ---- | --- | ------ | ------------------ | ----------- | ---------------- | ---------- | -------- |
| 2019 | 23  |        |                    |             |                  |            | 1        |